# Скіту-Фрумоаса
Скіту-Фрумоаса (рум. Schitu Frumoasa) — село у повіті Бакеу в Румунії. Входить до складу комуни Балкань.
Село розташоване на відстані 246 км на північ від Бухареста, 32 км на захід від Бакеу, 100 км на південний захід від Ясс, 129 км на північний схід від Брашова.

## Населення
За даними перепису населення 2002 року у селі проживали 1998 осіб, з них 1997 осіб (99,9%) румунів. Рідною мовою 1997 осіб (99,9%) назвали румунську.